# Kruhel Pełkiński
Kruhel Pełkiński – część miasta Jarosławia, położona w południowo-wschodniej Polsce, w województwie podkarpackim, w powiecie jarosławskim. Kruhel Pełkiński jest położony przy drodze krajowej nr 77.